# Allen (ort i Argentina)
Allen är en ort i Argentina.   Den ligger i provinsen Río Negro, i den sydvästra delen av landet, 900 kilometer sydväst om huvudstaden Buenos Aires. Allen ligger 258 meter över havet och antalet invånare är 26 083.
Terrängen runt Allen är platt. Närmaste större samhälle är Cipolletti, 14,9 kilometer väster om Allen.
Trakten runt Allen består till största delen av jordbruksmark. Runt Allen är det glesbefolkat, med 15 invånare per kvadratkilometer.